# Cavenago d'Adda
Cavenago d'Adda es un municipio italiano situado en la provincia de Lodi, en Lombardía. Tiene una población estimada, a fines de marzo de 2025, de 2160 habitantes.

## Evolución demográfica
| Gráfica de evolución demográfica de Cavenago d'Adda entre 1861 y 2025 |
|                                                                       |
| Fuente: ISTAT - Elaboración gráfica de Wikipedia                      |